# 洞口水库 (永新)
洞口水库是中国江西省吉安市永新县境内的一座水库，位于禾水支流龙安河上，建于1970年。水库正常库容为960万立方米，平均水深为13.50米，集雨面积为13平方千米，海拔为194米。